# はくちょう座AV星
はくちょう座AV星（はくちょうざAVせい）は、はくちょう座の脈動変光星である。

## 発見
はくちょう座AV星は、セルゲイ・ブラツコとリディア・ツェラスキーが撮影した一連の写真から、1910年に発見された。

## 特徴
ハーヴァード大学天文台のペインらは当初、はくちょう座AV星をケフェイドに位置付けていたが、後におうし座RV型星とした。一方、モスクワ大学のクカーキンとパレナゴは、半規則型変光星に分類した。その後、はくちょう座AV星は半規則型変光星であるというのが定説となり、変光星総合カタログではSRD型に分類されている。SRD型は半規則型変光星といっても赤色巨星からなるSRA型やSRB型、赤色超巨星からなるSRC型とは異なるタイプの変光星であり、スペクトル型がF型からK型の黄色巨星ないし黄色超巨星である。はくちょう座AV星自身は、スペクトル型がG0eからG6の範囲で報告されている。はくちょう座AV星の平均等級は10等台の半ばで、変光周期は89.22日だが、周期ごとのばらつきは比較的大きく30日程度ずれる場合もある。